# Логанвілл (Пенсільванія)
Логанвілл (англ. Loganville) — місто (англ. borough) в США, в окрузі Йорк штату Пенсільванія. Населення — 1426 осіб (2020).

## Географія
Логанвілл розташований за координатами 39°51′21″ пн. ш. 76°42′28″ зх. д. / 39.85583° пн. ш. 76.70778° зх. д. (39.855971, -76.707863).  За даними Бюро перепису населення США в 2010 році місто мало площу 2,57 км², уся площа — суходіл.

## Демографія
Згідно з переписом 2010 року, у селищі мешкало 1240 осіб у 480 домогосподарствах у складі 353 родин. Густота населення становила 482 особи/км².  Було 502 помешкання (195/км²).
Расовий склад населення:
| - 96,3 % — білих - 1,4 % — чорних або афроамериканців - 1,2 % — азіатів |

До двох чи більше рас належало 1,0 %. Частка іспаномовних становила 0,8 % від усіх жителів.
За віковим діапазоном населення розподілялося таким чином: 25,0 % — особи молодші 18 років, 63,1 % — особи у віці 18—64 років, 11,9 % — особи у віці 65 років та старші. Медіана віку мешканця становила 39,5 року. На 100 осіб жіночої статі у селищі припадало 97,5 чоловіків;  на 100 жінок у віці від 18 років та старших — 100,4 чоловіків також старших 18 років.
Середній дохід на одне домашнє господарство  становив 83 560 доларів США (медіана — 67 375), а середній дохід на одну сім'ю — 98 821 долар (медіана — 100 192). За межею бідності перебувало 6,5 % осіб, у тому числі 12,2 % дітей у віці до 18 років та 1,9 % осіб у віці 65 років та старших.
Цивільне працевлаштоване населення становило 596 осіб. Основні галузі зайнятості: освіта, охорона здоров'я та соціальна допомога — 28,4 %, виробництво — 16,1 %, роздрібна торгівля — 12,2 %, науковці, спеціалісти, менеджери — 11,1 %.